# Pod Górą (Hucisko)
Pod Górą – część wsi Hucisko w Polsce położona w województwie świętokrzyskim, w powiecie kieleckim, w gminie Strawczyn.
W latach 1975–1998 Pod Górą administracyjnie należało do województwa kieleckiego.